# Вахутинці
Ваху́тинці — село в Україні, у Обухівському районі, Київської області. Відстань до обласного центру становить 104 км, до райцентру становить 68 км, що проходить автошляхом обласного значення. Відстань до найближчої залізничної станції Миронівка становить 4 км.
Село належить до Владиславської сільської ради. Населення становить 63 мешканці.

## Історія
В селі Вахутинці Канівського повіту Київської губернії існувала церква Введенія Пресвятої Богородиці. У документах про візит Богуславського деканату у 1746 р. зазначається, що церква, недавно, у 1725 р., поставлена біля старої. Настоятелем церкви тоді був о. Іван Никитович, який посвячений у сан священика православним переяславським єпископом, але з часом, у 1738 р., перейшов у католицьку віру. По штатам церква є 5-го класу та мала 36 десятин землі. У 1741 р. парафія церкви налічувала: 30 дворів у Вахутинцях, 26 дворів у Карандинцях, 18 дворів в Микитянах, також до парафії належало два села: Гулі, Владиславка.
Клірові відомості, метричні книги, сповідні розписи церкви Введення у храм Пресвятої Богородиці с. Вахутинці Київського воєв., з 1790 р. Богуславського пов. Київського нам., з 1797 р. Богуславського пов., з 1846 р. Вільховецької волості Канівського пов. Київської губ. зберігаються в ЦДІАК України.